# Aarhus

Aarhus Denmark Street Map SVG

Aarhus ([ˈɒːhuːˀs]ⓘ hasta 2010 Århus) es la segunda ciudad más grande de Dinamarca. Situada en el municipio homónimo del área metropolitana de Aarhus en la Jutlandia Central, en la bahía de Aarhus con vistas a la península de Mols en dirección este y las islas Samsø y Tunø en la distancia.
Aarhus es una de las ciudades más antiguas de Dinamarca. Recibió los derechos de ciudad el 2 de julio de 1441, pero probablemente se remonta a mediados del año 700. El centro de la ciudad está situado en un valle del Århus Å (literalmente: "arroyo Aarhus"). Varios barrios ubicados en las colinas que rodean el valle. Muchos barrios alejados de la ciudad se encuentran en las tierras tanto altas como bajas. No muy lejos del centro se encuentran los bosques Riis Skov y Marselisborg, en un terreno elevado (dentro del contexto danés, está claro); se utiliza tradicionalmente para fines recreativos. Al oeste del valle se encuentra el lago Brabrand y Årslev Engsø y al norte Mollerup Skov y Egå Engsø, destino también popular para los residentes de las zonas urbanas.
A los residentes se los llama århusianere. Aarhus es también el adjetivo de Aarhus, mientras que el nombre del dialecto local del danés se denomina Østjysk ("de Jutlandia oriental").

## Toponimia
Su nombre proviene del vocablo, en nórdico antiguo: Aros, Arus o Áróss que significa "desembocadura [del río]", a partir de ār es el genitivo de ā å, "río o arroyo" y os ōss, "boca/desembocadura". Este término aparece en otros topónimos escandinavos como Västerås-Västra Aros, Trondheim-Nidaros, Uppsala-Östra Aros.

## Información general

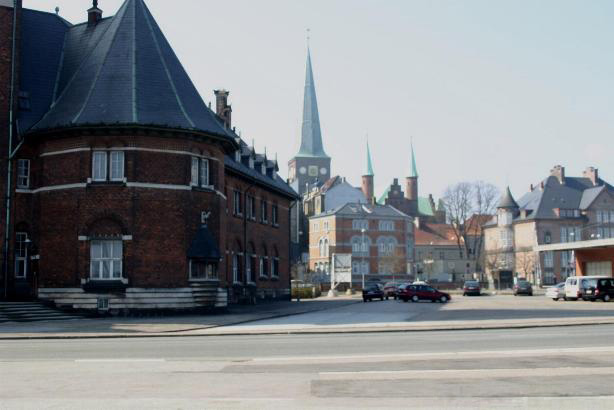
Vista de Aarhus desde el puerto. Al fondo los capiteles de la catedral.

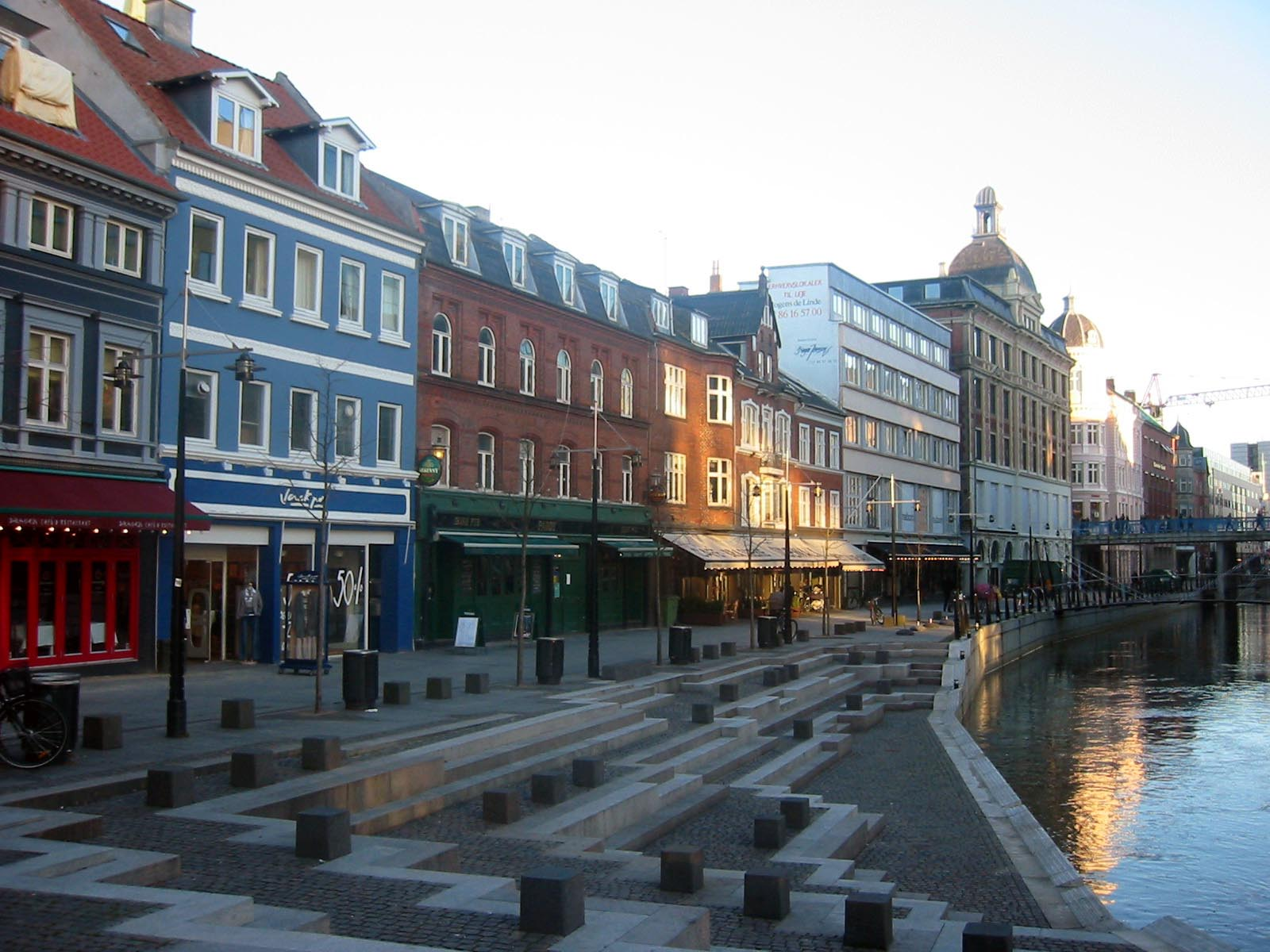

La comarca se sitúa a baja altura respecto al nivel del mar, siendo una tierra fértil y de abundantes bosques. La ciudad actúa como nudo de las líneas de ferrocarril de todo el país. Hacia al sudoeste (20.9 km en tren), una pintoresca región se extiende al oeste desde el cruce de vías en Skanderborg, incluyendo varios lagos, a través de los cuales fluye el Gudenå, el mayor río de Dinamarca, y que se levanta 152 metros sobre el mar en el Himmelbjerget.
El ferrocarril atraviesa esta agradable región de terrenos cenagosos y bosques hacia Silkeborg, una moderna ciudad que goza de una de las ubicaciones más atractivas del país. El puerto es bueno y seguro, y los productos derivados de la agricultura se exportan en cantidad, mientras el carbón y el hierro están entre las principales importaciones. El obispado de Aarhus data al menos del 951. La catedral del siglo XIII es una de las mayores iglesias de Dinamarca, así como la segunda mayor del norte de Europa, siendo tan sólo 45 centímetros más baja que su homóloga en Trondheim.
Una de las mayores atracciones turísticas de Aarhus es la Ciudad Antigua (en danés: Den Gamle By), el cual no es realmente el centro monumental de la propia ciudad, sino una colección de casas antiguas trasladadas piedra a piedra desde diversos lugares de Dinamarca, la mayoría de ellas procedentes de Aalborg. En esta pequeña ciudad se puede experimentar cómo era la vida en un pueblo danés hace 100 años.
De nueva creación es el Museo de Arte Moderno de Aarhus, coloquialmente llamado ARoS, inaugurado en el 2004.
El alcalde de Aarhus es Jacob Bundsgaard procedente de Socialdemócratas.
Algunos barrios de Aarhus son:
- Åbyhøj
- Brabrand
- Gellerup
- Højbjerg
- Holme
- Tranbjerg
- Risskov
- Skejby
- Viby J

Århus es la sede de la Universidad de Aarhus, de la Escuela Superior de Periodismo (Danmarks Journalisthøjskole), la Escuela de Arquitectura (Arkitektskolen Aarhus) y de la Academia de Arte de Jutlandia (Jyske Kunstakademi), entre otros. La Universidad de Aarhus tiene unos 34000 estudiantes y 9000 empleados.

## Geografía
Aarhus se encuentra en la bahía de Aarhus en el este de Jutlandia 187 kilómetros (116 millas) al noroeste de Copenhague, el 39.5 kilómetros (24,5 millas) al sur de Randers, de 143 kilómetros (89 millas) al norte de Odense y 119 kilómetros (74 millas) al sureste de Aalborg por carretera. Protegido por las penínsulas de Mols y Helgenæs al norte y al este, la bahía tiene una profundidad de 10 m (33 pies) muy cerca de la costa, proporcionando un puerto natural. El fiordo ya no existe, habiendo sido sustituido por el río y el lago de Aarhus, Brabrand, unos pocos Kilómetros al oeste de la ciudad. La tierra alrededor de Aarhus estuvo cubierta por bosques, y hay restos de que existen como el Bosque de Marselisborg al sur y Riis Skov al norte. Varios lagos más grandes se extienden del Oeste hasta el nudo ferroviario de Skanderborg y se elevan a altitudes superiores a 152 metros (499 pies) en Himmelbjerget.
La zona montañosa alrededor de Aarhus consiste en una meseta moranial de la última edad de hielo, roto por un complejo sistema de túneles valles. Los valles más importantes de esta red, son el Valle de Aarhus, en el sur, que se extiende hacia el interior de este a oeste con el río de Aarhus, el lago y Brabrand Tåstrup Sø- (Tåstrup Lago) y el Valle Egå al norte, con la corriente de Egåen, Kasted Moisés (Kasted Bog) y geding Sø- (geding Lago). Gran parte de los dos valles han sido posteriormente drenados y de cría, pero recientemente algunos de los drenajes fueron retirados por razones ambientales. El valle incluye el sistema anche Lyngbygård Å (río Lyngbygård) en el oeste y valles al sur de la ciudad, siguiendo los canales de la erosión del pre-Cuaternario. Por el contrario, el valle del río de Aarhus y el valle del río Giber son finales valles glaciales de agua de deshielo. Los acantilados de la costa a lo largo de la bahía de Aarhus están formados de arcilla terciaria superficial del Eoceno y Oligoceno (hace 57 hasta 24 millones de años).
El puerto, en un principio, al norte de la ciudad, se quedó en la orilla norte del río hasta 1800. En el siglo XV, la ciudad se extiende hacia el lado sur del río, mientras que la orilla norte se convirtió en una zona portuaria. En el siglo XIX, el puerto se extendió hacia el mar con muelles que se extienden hacia fuera de la costa. Dos muelles fueron creados en el siglo XIX en Nordhavnen y en el siglo XX Sydhavnen fue creado para el sur. El puerto de Aarhus ha visto grandes expansiones en los últimos años y actualmente es un sitio de construcción para una amplia gama de proyectos. El puerto era y todavía es predominantemente industrial, aunque los usos recreativos y culturales han aumentado gradualmente. Hay varios planes para los edificios residenciales y comerciales en los muelles antiguos y de nueva construcción.

## Demografía
| Gráfica de evolución de Aarhus entre 1672 y 2018 |
|                                                  |

Menos de la quinta parte de la población municipal reside más allá de los límites de Aarhus y casi todos viven en el área urbana. La ciudad constituye una parte importante del área metropolitana al este de Jutlandia, con el promedio más grande de 1.200.000 habitantes, lo que la hace la segunda zona más poblada de Dinamarca, después del Área metropolitana de Copenhague.
La joven población de Aarhus es la mejor educada con respecto al promedio nacional. Esto a menudo se atribuye a la alta concentración de las instituciones educativas (estudiantes internacionales) y las instalaciones de la zona.
Aarhus y en el municipio han recibido una parte significativa de inmigrantes de otras culturas, el 14.8% de la población en 2012, por lo que es la región con mayor porcentaje de inmigrantes en Dinamarca, en las afueras de Copenhague. Durante la década de 1990, la Municipalidad de Aarhus experimentó una importante inmigración de Turquía en particular y en los últimos años, se ha visto un marcado crecimiento de la comunidad inmigrante en general, de 27.783 en 1999 a 40431 personas en 2008. La mayoría de los nuevos ciudadanos a la ciudad de Aarhus, se han establecido en Brabrand, Hasle y Viby, donde el porcentaje de habitantes con orígenes extranjeros, ha aumentado en un 66% desde el año 2000. Esto ha dado lugar a varias "zonas especialmente vulnerables residenciales" (también conocido como guetos), con Gellerup como el barrio más notable. En Brabrand y Gellerup, dos tercios de la población ahora tienen un origen étnico no danés (países árabes). Las culturas internacionales presentes en la comunidad son una parte obvias y visibles de la vida cotidiana de la ciudad y añade muchos sabores culturales hasta entonces poco común para los países nórdicos países, incluyendo Bazar Vest, un mercado con predominio de tenderos de ascendencia extranjera.

## Economía

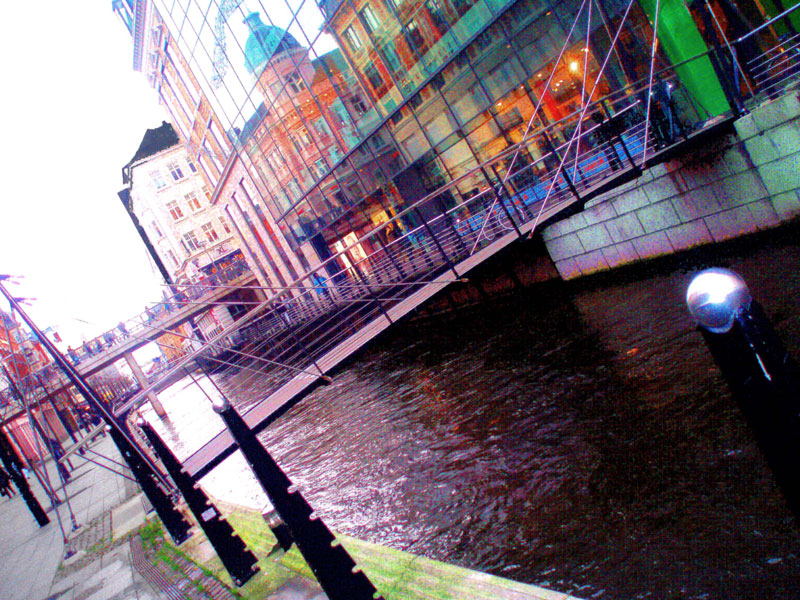
Calle Åboulevarden.

La región es un importante productor de productos agrícolas, con muchas de las grandes granjas en los barrios periféricos. Arla Foods, uno de los mayores grupos lácteos de Europa tiene su sede en Aarhus, mientras que la compañía de aceites y grasas vegetales sueco-danesa, AarhusKarlshamn (AAK), también tiene una planta de procesamiento de grandes de la zona.
La industria del petróleo y la grasa tiene fuertes raíces en Aarhus. En 1883, se inició el Aarhus Mønsted, una empresa de mantequilla artificial y estableció la primera fábrica de margarina danés. En Dinamarca, Otto Mønsted lanzó la empresa y el producto de la OMA (abreviatura de «Ocho Mønsted de Aarhus») en 1910. Lo cual ayudó a difundir el uso de la margarina a toda Dinamarca. A partir de la década de 1890 y siguientes décadas posteriores, el número de margarinas fábricas en el país se elevó a 141 a finales del 1920, con una producción total de 84.000 toneladas anuales. En las 1890ies, la empresa, Aarhus Petróleo Factory Ltd. (Aarhus Oliefabrik), experimentó con el uso de la cubierta como materia prima para el aceite, con base en el trabajo de ingeniero Malthe C. Holst. La hidrogenación se introdujo al aceite de Aarhus en 1911, la primera empresa en Escandinavia para hacerlo. Aarhus petróleo se convirtió en una de las mayores compañías petroleras danesas internacionalmente por la década de 1930 a mediados, y anche tenía intereses comerciales y fábricas en Marruecos y Siria.
Aarhus es la sede de Dansk Supermarked, los minoristas más grandes de Dinamarca, y de Jysk, un minorista a nivel mundial especializado en artículos para el hogar, ropa de cama, muebles y diseño de interiores. Otros patrones grandes incluyen Krifa (una organización sindical oficios) y 5R, una empresa de telemarketing. La metalurgia y la electrónica son sectores importantes para anche y la ciudad es la sede de las principales empresas de venta al por menor.

## Cultura
Seleccionado como Capital Europea de la Cultura en 2017, Aarhus se enorgullece de ofrecer una combinación de innovación, los medios y la comunicación, junto con la arquitectura y el diseño, y tiene una amplia variedad de instituciones culturales. La ciudad de Aarhus tiene fuertes tradiciones musicales, clásica y moderna, con las actuaciones y las instituciones educativas: tales como las salas de conciertos de Musikhuset, el trabajo de Den Jyske Opera (a veces la que se refiere como la Ópera Nacional Danesa), Symfoniorkester Aarhus (Aarhus Symphony Orchestra) y Det Jyske Musikkonservatorium (Real Academia de la Música, Aarhus / Aalborg). Musikhuset presenta la mayor sala de conciertos en Escandinavia, con capacidad para 3000 personas. Otros lugares de música importantes incluyen Voxhall, reconstruido en 1999, el Atlas de reciente inauguración, y Godsbanen, una antigua estación de ferrocarril.
Desde la década de 1970, la ciudad ha visto grandes avances en la escena del rock, con la llegada de muchas bandas aclamadas: como Bajo Byen, Gnags, TV-2, Michael Learns to Rock, sobrino, Aparcamiento Norte, Spleen United, VETO, Hatesphere y Illdisposed en adiciones a los artistas individuales populares como Thomas Helmig, Anne Linnet y Medina. Desde el año 2010 el centro de producción de música PROMUS (Produktionscentret para la música Rytmisk), ha apoyado la escena del rock en la ciudad junto con el ROSA financiada con fondos públicos (Dansk Roca Samråd), que promueve la música rock danesa en general. Cada año, la ciudad es sede de varios festivales y conciertos de música, incluyendo Festival NorthSide que atrae a artistas internacionales y los espectadores jóvenes, el de ocho días de Aarhus Festival Internacional de Jazz y la amplia gama de Aarhus Festuge, el festival multicultural más grande de Escandinavia siempre basado en un tema en particular.
Las escenas de acción en Aarhus es diferente, con muchos grupos y lugares incluidos Aarhus Teater, Svalegangen, EntréScenen, Katapult, Gruppe 38, Godsbanen, Helsingor Teater, Det Andet Teater y Teater Refleksion así como varias discotecas como Bora Bora y Granhoj Dans. La ciudad es sede de un festival bienal internacional de teatro, el Teatro International Living, con el próximo evento que tendrá lugar en mayo de 2017. La antigua estación de mercancías de Aarhus Godsbanegård recientemente ha sido renovada y ampliada con un nuevo edificio. Ahora conocido como Godsbanen, funciona como un centro cultural, y ofrece numerosos talleres para la comunidad de artistas y ciudadanos locales.
La Biblioteca de Aarhus presenta algunas instituciones importantes y se toman un papel activo en la vida cultural de la ciudad. La Biblioteca del Estado y la Universidad (Statsbiblioteket), que tiene el estatus de una biblioteca nacional, juega un papel clave en la coordinación del desarrollo en línea de las bibliotecas danesas, incluyendo el acceso digital a los periódicos y medios de comunicación. Las bibliotecas públicas ofrecen servicios tradicionales y digitales extensos y pueden ser utilizados por los ciudadanos las 24 horas del día, ya sea en la biblioteca central en Mølleparken oa través de las muchas bibliotecas sucursales en toda la ciudad.
La ciudad promueve activamente su gay visible y la comunidad lesbiana. El festival por lo general incluye varias exposiciones, conciertos o eventos diseñados específicamente para estas comunidades. Hay varios clubes, discotecas y cafés Dirigido a los gais y lesbianas, incluyendo danés D-lite (deportes), G bar (discoteca) o Gaia Vandreklub (club de senderismo).

## Transporte

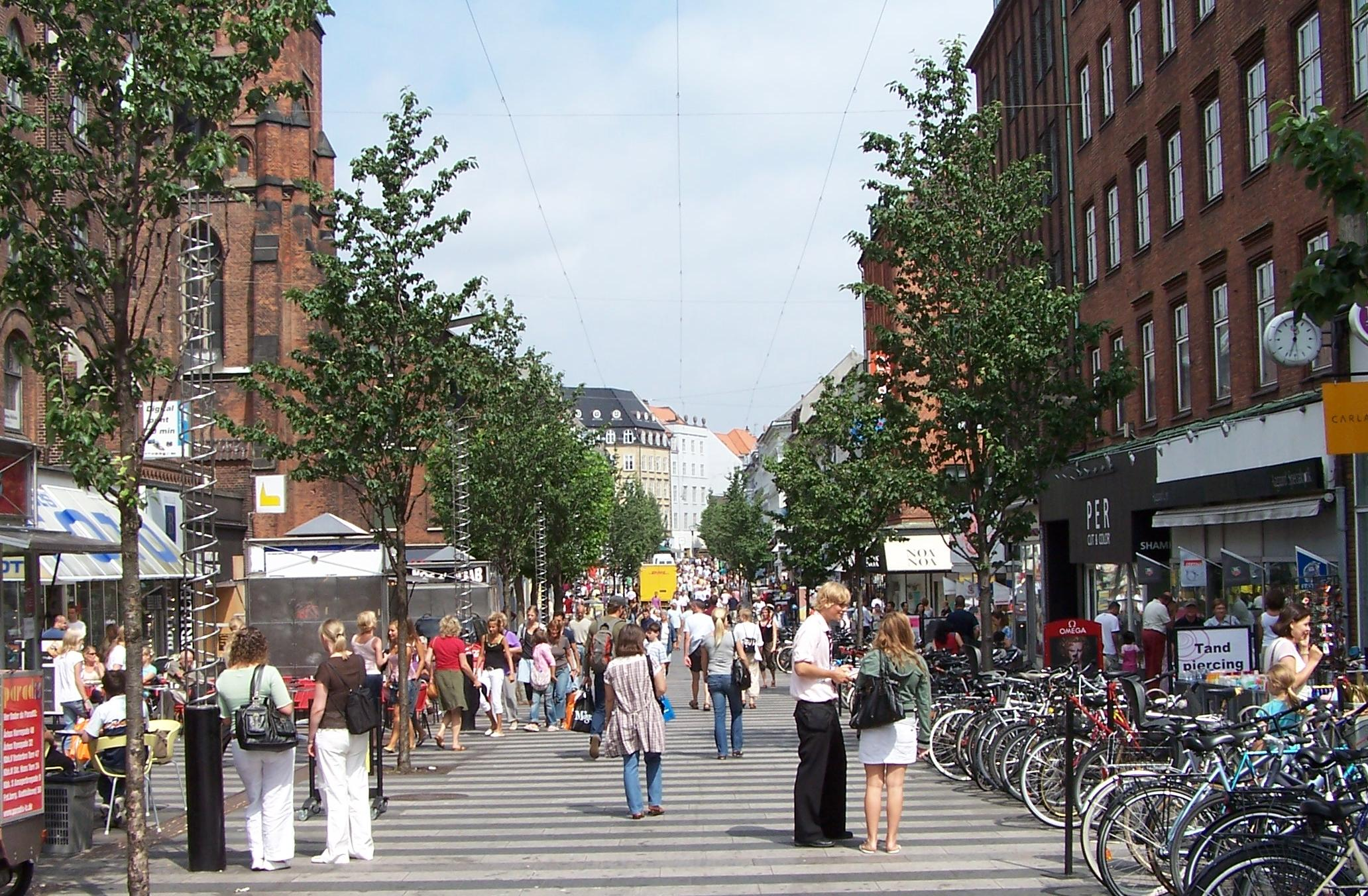
Niels Elgaard Larsen Århus, Strøget.

El Aeropuerto de Aarhus, con sólo unos pocos vuelos programados cada día, se encuentra a 40 km (25 millas) al noreste de Aarhus Tirstrup. El Aeropuerto de Billund se encuentra a 95 kilómetros (59 millas) al suroeste de Aarhus. Ha habido mucha discusión acerca de la construcción de un mejor aeropuerto de Aarhus, pero hasta el momento, los planes no se realizado. En agosto de 2014, el ayuntamiento inició oficialmente un proceso de afirmar la viabilidad de un nuevo aeropuerto internacional.
La estación principal de trenes en Aarhus es la estación central de Aarhus se encuentra en el centro de la ciudad. OSD tiene conexiones con destinos en toda Dinamarca y más allá. Dos ferrocarriles locales ofrecen servicios de cercanías a Lemvig y Odder. El Aarhus Letbane es un proyecto de tranvía-tren previsto que enlazará dos líneas de ferrocarril con una nueva ruta de tren ligero a través de la ciudad. La mayoría de las líneas de autobuses urbanos pasan por la ciudad interior y pasar a través de cualquiera de los parques Alle o Banegårdspladsen (lit. Inglese: "Plaza de la Estación Central") o ambas cosas del condado y los autobuses interurbanos terminan en la Terminal de Autobuses de Aarhus que se encuentra a 900 metros al norte-oeste de Banegårdspladsen, y en frente del hotel Radisson SAS Scandinavia en Margrethepladsen. El largo recorrido de los autobuses linie888 conectan con otras ciudades de Aarhus en Jutlandia y Zelanda.
La compañía de ferry danesa Mols-Linien conecta Aarhus con Copenhague, en la isla de Zelanda, con conexiones de ferry rápidas a Sjællands Odde y Kalundborg. Mols-Linien se formó por DFDS en 1964 y comenzó salidas el 18 de mayo de 1966. En 1984 DFDS venden Mols-Linien y Grenaa-Hundested Linien a J. Lauritzen a / S. La compañía fue vendida cuatro años más tarde a la sociedad de inversión danés DIFKO. En 1999 Mols-Linien se fusionó con la filial Scandlines Cat-Link, que vendió su participación al Grupo de Clipper en 2008. Mols-Linien cerró el Aarhus - ruta Kalundborg el 15 de septiembre de 2011. A partir de entonces la ruta era operada por Kattegatruten hasta octubre de 2013. Un operativo de ferries entre Aarhus y Odden incluye HSC y HSC Max Mols KatExpress 1, el mayor catamarán diésel alimentado del mundo. Los vehículos de transporte de transbordadores y los line888 son privados.
Aarhus tiene un sistema de intercambio de bicicletas gratuito, Bycykler Aarhus (Bicicletas ciudad de Aarhus). Las bicicletas están disponibles del 1 de abril al 30 de octubre en 57 puestos en toda la ciudad y se pueden obtener por 20 coronas danesas.

## Deportes
Hay una vida deportiva activa en Aarhus en todos los niveles, con muchas instalaciones accesibles para los aficionados y los profesionales. Aarhus cuenta con varios clubes importantes e históricos del deporte como Aarhus GF, Aarhus Idrætsklubben Skovbakken y una gran cantidad de clubes más pequeños. Hay varios campos de fútbol en la ciudad como el Aarhus Idrætspark, cuatro piscinas cubiertas y estadios deportivos varios.
Vejlby Risskov Idrætscenter es el centro deportivo más grande en Aarhus (y este de Jutlandia), ubicado en Vejlby. Comprende grandes zonas del estadio y de formación con instalaciones para una amplia variedad de deportes como tenis, fútbol asociación, atletismo, baloncesto, natación, balonmano, gimnasia y bádminton.
Aarhus ha acogido muchos eventos deportivos, incluyendo el Campeonato Europeo de Balonmano Femenino de 2010, el Campeonato Europeo de Balonmano Masculino de 2014, el Campeonato Europeo de Voleibol Masculino de 2013, el Campeonato de Europa de Tenis de Mesa de 2005, varias ediciones del Abierto de Dinamarca de bádminton, Copa del Mundo de Trial UCI de 2023, el Campeonato Mundial de Orientación de 2006, el Campeonato Mundial de Gimnasia Artística de 2006 y las 7 ediciones celebradas desde 2005 a 2011 de la Copa del Mundo GF de balonmano femenino.
En los últimos decenios, muchas instalaciones deportivas más pequeñas han surgido a través de la ciudad, calle: como el fútbol, baloncesto, paredes de escalada, skate y voleibol de playa. Varios sitios naturales ofrecen anche ejercicio verde, con aparatos de gimnasia instalados a lo largo de los caminos y senderos para ciclismo de montaña. El área recientemente reconstruido de Skjoldhøjkilen es un buen ejemplo.

## Atracciones turísticas
- La vieja ciudad (Den Gamle By)
- Jardín botánico (Botanisk Have)
- Catedral de San Clemente (Aarhus Domkirke)
- Iglesia de Nuestra Señora (Vor Frue Kirke)
- Palacio de Marselisborg, residencia de vacaciones del rey de Dinamarca (Marselisborg Slot)
- Parque de los ciervos[6]
- Museo internacional de arte ARoS[7]
- Museo Moesgaard, especializado en arqueología y etnografía[8]

## Ciudades hermanadas
Aarhus está hermanada con siete ciudades extranjeras:
- Bergen, Noruega (desde 1946)
- Gotemburgo, Suecia (desde 1946)
- Turku, Finlandia (desde 1946)
- Kujalleq, Groenlandia (desde 1962)
- Harbin, China (desde 1984)
- San Petersburgo, Rusia (desde 1989)
- Rostock, Alemania (desde 2006)

| Predecesor: Breslavia San Sebastián | Capital Europea de la Cultura junto con Pafos 2017 | Sucesor: Leeuwarden La Valetta |